# You Make Me
«You Make Me» —literalmente en español: «Tú me haces»— es una canción realizada por el disc jockey y productor sueco Avicii, con la colaboración del cantante, también sueco, Salem Al Fakir. En la composición participaron Vincent Pontare y su productor ejecutivo Arash Pournouri. Fue lanzado como el segundo sencillo de su álbum debut True, el 30 de agosto de 2013, como descarga digital a través de iTunes. Fue estrenado mundialmente en el programa de Pete Tong, emitido por la BBC Radio 1, el 16 de agosto de 2013. En Suecia, alcanzó la primera ubicación del Sverigetopplistan, reemplazando a su anterior éxito Wake Me Up!, logrando así, su tercer número uno en su país natal. Mientras que en la lista del Reino Unido, debutó en la quinta ubicación.

## Vídeo musical
Antes de su lanzamiento oficial, se lanzó en la cuenta de Avicii en VEVO, un video promocional, con la letra de la canción.
El vídeo musical que acompañó a «You Make Me», fue estrenado en YouTube el 16 de septiembre de 2013. Tiene una duración total de tres minutos y cincuenta y dos segundos. En él, muestra a una gresca sobre patines en una pista de baile en el que terminan batiéndose a duelo a dos personajes llamados "Henry, el gran apostador" y a "Chang, el ex celoso". disputándose por el amor de "Mercedes, la bella camarera".

## Lista de canciones
| Descarga digital |               |          |  |
| N.º              | Título        | Duración |  |
| 1.               | «You Make Me» | 3:53     |  |

| Reino Unido – CD Promo |                            |          |  |
| N.º                    | Título                     | Duración |  |
| 1.                     | «You Make Me» (Radio edit) | 3:07     |  |

| Descarga digital (Remixes) |                                   |          |  |
| N.º                        | Título                            | Duración |  |
| 1.                         | «You Make Me» (Versión extendida) | 5:18     |  |
| 2.                         | «You Make Me» (Throttle Remix)    | 4:45     |  |

| Descarga digital (Diplo & Ookay Remix) |                                     |          |  |
| N.º                                    | Título                              | Duración |  |
| 1.                                     | «You Make Me» (Diplo & Ookay Remix) | 3:26     |  |

## Posicionamiento en listas y certificaciones
| Lista (2013–14)                         | Mejor posición |
| --------------------------------------- | -------------- |
| Alemania (Media Control AG)             | 34             |
| Australia (ARIA)                        | 12             |
| Austria (Ö3 Austria Top 40)             | 7              |
| Bélgica (Flandes) (Ultratop 50)         | 20             |
| Bélgica (Valonia) (Ultratop 50)         | 26             |
| Canadá (Hot 100)                        | 44             |
| Dinamarca (Tracklisten)                 | 34             |
| Escocia (The Official Charts Company)   | 3              |
| España (Top 100 Canciones)              | 42             |
| Estados Unidos (Billboard Hot 100)      | 85             |
| Estados Unidos (Hot Dance Club Songs)   | 7              |
| Estados Unidos (Dance/Electronic Songs) | 11             |
| Euro Digital Songs                      | 5              |
| Finlandia (OFC)                         | 4              |
| Francia (SNEP)                          | 58             |
| Irlanda (IRMA)                          | 10             |
| Hungría (Single Top 40)                 | 10             |
| Italia (FIMI)                           | 54             |
| México (Billboard Mexican Airplay)      | 14             |
| México (Billboard Inglés Airplay)       | 18             |
| Noruega (VG-lista)                      | 6              |
| Nueva Zelanda (Recorded Music NZ)       | 32             |
| Países Bajos (Dutch Top 40)             | 20             |
| Reino Unido (UK Singles Chart)          | 5              |
| Reino Unido (UK Dance Chart)            | 1              |
| República Checa (Rádio Top 100)         | 29             |
| Suecia (Sverigetopplistan)              | 1              |
| Suiza (Schweizer Hitparade)             | 29             |

| País           | Lista (2013)                | Posición | Ref.   |
| -------------- | --------------------------- | -------- | ------ |
| Estados Unidos | Dance/Electronic Songs      | 44       | [ 35 ] |
| Reino Unido    | The Official Charts Company | 79       | [ 36 ] |
| Suecia         | Sverigetopplistan           | 29       | [ 37 ] |

### Certificaciones
| País           | Organismo certificador | Certificación | Simbolización | Ventas  | Ref.   |
| -------------- | ---------------------- | ------------- | ------------- | ------- | ------ |
| Australia      | ARIA                   | Platino       | ▲             | 70 000  | [ 38 ] |
| Estados Unidos | RIAA                   | Oro           | ●             | 500 000 | [ 39 ] |
| Italia         | FIMI                   | Oro           | ●             | 15 000  | [ 40 ] |
| Noruega        | IFPI Noruega           | 2× Platino    | 2▲            | 20 000  | [ 41 ] |
| Reino Unido    | BPI                    | Plata         | ♦             | 200 000 | [ 42 ] |
| Suecia         | GLF                    | 4× Platino    | 4▲            | 160 000 | [ 43 ] |

### Sucesión en listas
| Anterior: «Wake Me Up!» de Avicii | Sverigetopplistan — Sencillo Nro 1 20 de septiembre de 2013 — 26 de septiembre de 2013 | Siguiente: «Hey Brother» de Avicii |

## Historial de lanzamientos
| País          | Fecha                    | Formato          | Discográfica    |
| ------------- | ------------------------ | ---------------- | --------------- |
| Suecia        | 30 de agosto de 2013     | Descarga digital | Universal Music |
| Australia     | 30 de agosto de 2013     | Descarga digital | Universal Music |
| Nueva Zelanda | 30 de agosto de 2013     | Descarga digital | Universal Music |
| Reino Unido   | 15 de septiembre de 2013 | Descarga digital | Universal Music |